# 约翰·冯·蒂芬

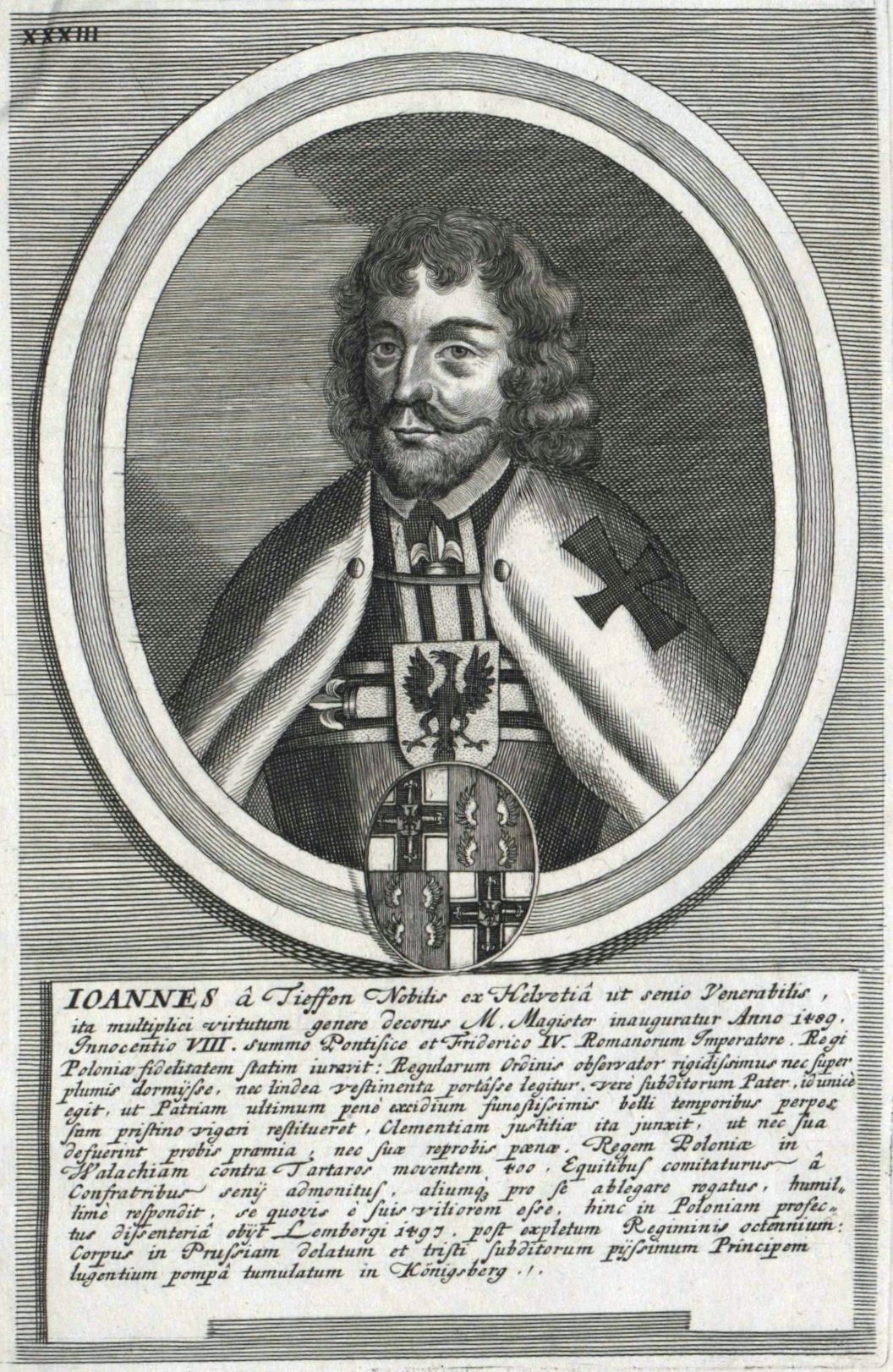
约翰·冯·蒂芬

約翰·馮·蒂芬（德語：Johann von Tiefen，卒於1497年8月25日）是條頓騎士團第35任大團長，任職時間為1489年至1497年。
馮提芬的出生日期不詳，但據信他來自瑞士。他在條頓騎士團的生涯始於埃爾賓，在那裡他是大團長海因里希·魯斯·馮·普勞恩的得力助手。1474年，他成為梅梅爾的指揮官（Komtur），兩年後成為大指揮官。他曾多次代表條頓騎士團前往許多歐洲法院執行外交任務。
在大師馬丁·特魯赫塞斯·馮·韋茨豪森時期，馮·蒂芬試圖緩解條頓騎士團與波蘭王國之間的壓力。1480年，他成為勃蘭登堡的指揮官（Komtur (Frisches Haff)）和騎士團的大醫院騎士。1487年6月25日，馮·蒂芬在Drengfurt頒布憲章，決定在Alt Jucha建立一座教堂。
1489年，騎士團的頭銜任命约翰·冯·蒂芬為大團長。當選後他立即前往波蘭，並於1489年11月18日在拉多姆以封臣的身份向波蘭國王卡西米爾四世·雅蓋隆效忠。
穩定與波蘭的政治局勢幫助他專注於騎士團的內部事務。然而瓦爾米亞的主教盧卡斯瓦岑羅德試圖從波蘭王室和大團長那裡獲得獨立。1490年5月，馮·蒂芬向瓦岑羅德(Watzenrode)發送了一份書面請求，允許他在大斯圖爾拉克(Groß Stürlack)聖化施洗約翰的小教堂，並允許施瓦茲施泰因(Schwarzstein)的一名牧師主持彌撒。
1492年，波蘭國王揚一世·阿爾布雷赫特建議將條頓騎士團從普魯士遷至波多利亞，但遭到馮·蒂芬的反對。他明白這將意味著條頓騎士團主權的終結。他向神聖羅馬帝國皇帝馬克西米利安一世求助，但該計劃被放棄了。
受揚一世·阿爾布雷赫特之召，馮·蒂芬不得不領導一場針對奧斯曼帝國的十字軍，以奪取黑海沿岸的港口。他擁有一支由400名騎士組成的軍隊，但疾病開始在內部蔓延。沿著德涅斯特河行軍時大團長因痢疾病倒了，隨後他決定回到倫貝格，在那裡他再也沒有康復。馮·蒂芬於1497年去世，葬於哥尼斯堡大教堂。他的遺產是選舉一位皇太子作為大團長的概念，作為皇帝的臣民，可以避免向波蘭國王效忠。